# Twin Lakes District
Le Twin Lakes District est un district historique de la ville américaine de Twin Lakes, dans le comté de Lake, au Colorado. Il est inscrit au Registre national des lieux historiques depuis le 30 juillet 1974.